# Tutajev
Tutajev (ruski: Тута́ев) je grad u Jaroslavljskoj oblasti, u Rusiji. 
Prije 1918. se zvao Romanov-Borisoglebsk (ruski: Рома́нов-Борисогле́бск), a prije 1822. bila su dva odvojena grada, Romanov, na desnoj obali Volge i Borisoglebsk, na lijevoj obali Volge. Gradić Romanov je postojao od 14. stoljeća, a gradić Borisoglebsk od 15. stoljeća.
Kao zanimljivost, dva dijela današnjeg grada Tutajeva nisu spojena mostom, tako da se stanovnici za tu svrhu služe trajektom.

## Vanjske poveznice
|  | Zajednički poslužitelj ima još gradiva o temi Tutajev |